# Anna Monz
Anna Monz (* 8. Dezember 1989 in Burghausen; verheiratete Anna Monz-Kühn) ist eine ehemalige deutsche Handballspielerin.

## Werdegang
Die 184 cm große Torfrau stand von 2006 bis 2012 beim Bundesligisten DJK/MJC Trier unter Vertrag. Davor spielte sie für den SV Wacker Burghausen. 
Zur Saison 2012/13 wechselte sie zur HSG Blomberg-Lippe.
Anna Monz stand im Kader der Juniorennationalmannschaft, wo sie sechzehn Länderspiele absolviert hat. Mit der deutschen Auswahl gewann sie 2008 die U20-Weltmeisterschaft in Mazedonien.
In der Nationalmannschaft der Frauen gab sie ihr Debüt am 17. März 2016. Im 4-Nationenturnier in Oslo vom 17.–20. März 2016 war sie in allen drei Spielen gegen Norwegen, Spanien und Brasilien eingesetzt.
Anna Monz absolvierte 2009 ihr Abitur am Auguste-Viktoria-Gymnasium Trier.
Im September 2019 heiratete sie ihren langjährigen Freund Sascha Kühn und trägt seitdem den Doppelnamen Monz-Kühn. Im Januar 2020 verkündete sie das Ende ihrer aktiven Karriere zum Saisonende 2019/20.
Seit Mai 2023 ist Monz-Kühn bei der HSG Blomberg-Lippe als Torwarttrainerin im Nachwuchsbereich tätig. Im Juli 2023 übernahm sie zusätzlich den Posten der sportlichen Leiterin des Bundesligateams der HSG.